# 나르바강

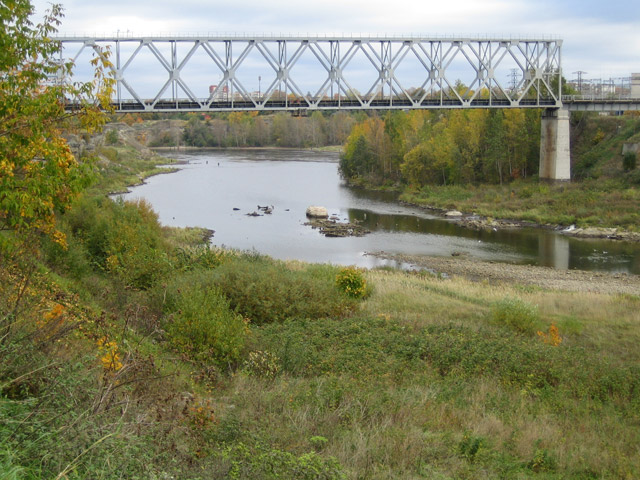

나르바강(러시아어: Нарва, 에스토니아어: Narva jõgi)은 에스토니아와 러시아를 흘러가는 강이다. 페이푸스호에서 흐르기 시작한 다음, 나르바를 통해서 나르바만으로 흘러 들어간다. 나르바호는 가장 큰 인공호수로면적이 191 km2가 되는 호수이다(1956년에 만들어졌다). 길이는 75 km, 넓이는 300 m, 깊이는 5 m이다. 가장 큰 지류는 플류사강이다.